# Medaliści mistrzostw świata w kolarstwie przełajowym (amatorzy)
Pełna lista medalistów mistrzostw świata w kolarstwie przełajowym mężczyzn w kategorii amatorów.

## Medaliści
| Rok i miejsce          | Złoto               | Srebro                    | Brąz                 |
| ---------------------- | ------------------- | ------------------------- | -------------------- |
| 1967 Zurych            | Michel Pelchat      | Julien Van Den Haesevelde | Peter Frischknecht   |
| 1968 Luksemburg        | Roger De Vlaeminck  | Peter Frischknecht        | Cock van der Hulst   |
| 1969 Magstadt          | René De Clercq      | Roger De Vlaeminck        | Robert Vermeire      |
| 1970 Zolder            | Robert Vermeire     | José María Basualdo       | Norbert Dedeckere    |
| 1971 Apeldoorn         | Robert Vermeire     | Dieter Uebing             | Jacques Spetgens     |
| 1972 Praga             | Norbert Dedeckere   | Miloš Fišera              | Wolfgang Renner      |
| 1973 Londyn            | Klaus-Peter Thaler  | Robert Vermeire           | Ekkehard Teichreber  |
| 1974 Vera de Bidasoa   | Robert Vermeire     | Klaus-Peter Thaler        | Ekkehard Teichreber  |
| 1975 Melchnau          | Robert Vermeire     | Klaus-Peter Thaler        | Gerrit Scheffer      |
| 1976 Chazay-d’Azergues | Klaus-Peter Thaler  | Robert Vermeire           | Ekkehard Teichreber  |
| 1977 Hanower           | Robert Vermeire     | Ekkehard Teichreber       | Vojtěch Červínek     |
| 1978 Amorebieta        | Roland Liboton      | Gilles Blaser             | Karl-Heinz Helbling  |
| 1979 Saccolongo        | Vito Di Tano        | Hennie Stamsnijder        | Ueli Müller          |
| 1980 Wetzikon          | Fritz Saladin       | Andrzej Mąkowski          | Grzegorz Jaroszewski |
| 1981 Tolosa            | Miloš Fišera        | Grzegorz Jaroszewski      | Paul De Brauwer      |
| 1982 Lanarvily         | Miloš Fišera        | Radomír Šimůnek           | Ueli Müller          |
| 1983 Birmingham        | Radomír Šimůnek     | Werner Van Der Fraenen    | Petr Klouček         |
| 1984 Oss               | Radomír Šimůnek     | Miloslav Kvasnička        | Frank van Bakel      |
| 1985 Monachium         | Mike Kluge          | Beat Schumacher           | Bruno D'Arsié        |
| 1986 Lembeek           | Vito Di Tano        | Ivan Messelis             | Ludo De Rey          |
| 1987 Mladá Boleslav    | Mike Kluge          | František Klouček         | Roman Kreuziger      |
| 1988 Hägendorf         | Karel Camrda        | Roger Honegger            | Henrik Djernis       |
| 1989 Pontchâteau       | Ondrej Glajza       | Radomír Šimůnek           | Roger Honegger       |
| 1990 Getxo             | Andreas Büsser      | Miloslav Kvasnička        | Thomas Frischknecht  |
| 1991 Gieten            | Thomas Frischknecht | Henrik Djernis            | Daniele Pontoni      |
| 1992 Leeds             | Daniele Pontoni     | Dieter Runkel             | Thomas Frischknecht  |
| 1993 Azzano Decimo     | Henrik Djernis      | Ralph Berner              | Daniele Pontoni      |

## Tabela medalowa
Stan po MŚ 2011.
| Miejsce | Państwo        |   |   |   | Razem |
| ------- | -------------- | - | - | - | ----- |
| 1.      | Belgia         | 9 | 6 | 5 | 20    |
| 2.      | Czechosłowacja | 6 | 6 | 3 | 15    |
| 3.      | Szwajcaria     | 3 | 5 | 8 | 16    |
| 4.      | Włochy         | 3 | 0 | 2 | 5     |
| 5.      | Niemcy         | 2 | 5 | 3 | 10    |
| 6.      | NRD            | 2 | 0 | 0 | 2     |
| 7.      | Dania          | 1 | 1 | 1 | 3     |
| 8.      | Francja        | 1 | 0 | 0 | 1     |
| 9.      | Polska         | 0 | 2 | 1 | 3     |
| 10.     | Holandia       | 0 | 1 | 4 | 5     |
| 11.     | Hiszpania      | 0 | 1 | 0 | 1     |